# Hawking (film)
Hawking è un film per la televisione del 2004 diretto da Philip Martin, e prodotto da BBC.
Il film è basato sulla vita dell'astrofisico e cosmologo britannico Stephen Hawking, in particolare sull'inizio della sua carriera presso l'Università di Cambridge. È stato trasmesso il 13 aprile 2004 da BBC One.

## Trama
Un dramma che documenta la vita e l'opera del fisico teorico Stephen Hawking il quale, nonostante la diagnosi di sclerosi laterale amiotrofica all'età di soli 21 anni, ha entusiasmato il mondo scientifico con il suo lavoro pionieristico sulla natura dell'universo.

## Riconoscimenti
Il film è stato candidato ad un BAFTA Television Award come miglior dramma singolo nel 2005.
Benedict Cumberbatch, interprete del protagonista Stephen Hawking, ha vinto un Golden Nymph come miglior attore in un film TV, ed è stato candidato ad un BAFTA TV Award come migliore attore, che tuttavia è stato vinto da Rhys Ifans per Not Only But Always.